# باد لواتربرگ در هارز
شهر باد لواتربرگ در هارز در ایالت نیدرزاکسن در کشور آلمان واقع شده است.